# Narses d'Ibèria
Narses d'Ibèria (en georgià: ნერსე) fou un príncep-primat d'Ibèria de la dinastia dels Nersiànides, que va regnar del 760 al 772 i després del 775 al 779/780.
Narses (II) Nersianí era el fill d'Adarnases III d'Ibèria, al que va succeir el 760 com curopalata d'Ibèria. Tanmateix, com el seu pare, estava sotmès al califa al-Mansur, que el va destituir i el va cridar a Bagdad on el va empresonar el 772. Alliberat l'any 775 pel nou califa al-Mahdi, Narses fou restaurat el mateix any en el tron d'Ibèria però va continuar tenint dificultats amb els àrabs, i es va haver d'exiliar a Khazària. Rebut pels khàzars amb honors, però incapaç de guanyar la seva ajuda per reconquerir el seu tron, Narses va haver de recórrer a l'ajut del rei d'Abkhàzia, país en el que la seva família es va refugiar.
El 779/780, el Califa va donar el tron de Narses al nebot d'aquest, Esteve III d'Ibèria, que era el fils de la seva germana. Narses va abandonar llavors les seves pretensions al tron i va obtenir l'autorització del Califa per tornar a Ibèria. Desapareix de la història l'any 786, en el moment del martiri del seu servidor àrab i cristià Abo.